# Red de Prevención Sectaria y del Abuso de Debilidad
La Red de Prevención Sectaria y del Abuso de Debilidad, también conocida como Red de Prevención del Sectarismo, o RedUNE, es una ONG dirigida por Juantxo Domínguez dedicada a ayudar a las personas que han sido manipuladas psicológicamente por las sectas,a visibilizar y denunciar las prácticas de estas.
Como en su propia web menciona, lucha por la dignidad de las personas secuestradas por grupos coercitivos de ámbitos fundamentalistas, tanto a nivel filósofico, religioso como político. Desde 2015 lleva dando servicios de atención a los afectados por grupos coercitivos o con derivas sectarias en San Sebastián. Como ellos mismos menciona, se sienten en la obligación de ampliar sus cometidos, ya que, según aseguran, las víctimas de estos movimientos están “totalmente abandonadas y sus familias, perdidas”. Consideran que las instituciones en ocasiones se liberan de sus deberes de protección y amparo de estos colectivos afectados, por lo que lucha por estos derechos.
La asociación Redune se persona en juicios con el objetivo de crear jurisprudencia en el ámbito del derecho. Como ellos mismos comentan, hay cierta normativa en el ámbito jurídico, pero en ocasiones los juristas no saben cómo usarla, pues los casos y ámbitos son muy diversos. También pretenden insistir en la necesidad de regular específicamente algunas de estas materias, como las de en materia de medicina complementaria o alternativa para evitar el intrusismo y proteger la salud y los derechos de la ciudadanía.